# Kredit
Kredit je novčani dužničko-vjerovnički odnos u kojem vjerovnik kredita (obično banka) ustupa pravo korištenja određenog iznosa novčanih sredstava dužniku (debitoru) na ugovoreno vrijeme i uz ugovorene uvjete povrata. Sama riječ kredit dolazi od francuskog, njemačkog i talijanskog jezika, a iz latinskog dolazi samo značenje, što znači; ono što je povjereno, zajam.
U širem smislu riječi obuhvaća različite namjenske i nenamjenske kreditne oblike poput novčanih zajmova, robnih i potrošačkih kredita, financijskih kredita, poslovnih aranžmana prodaje robe, usluga i izvođenja radova uz odgođenu naplatu, dužničke vrijednosne papire, standby sporazume, otvorene račune i dr.

## Uloga kredita
Kao instrument premošćenja tekuće nelikvidnosti, odnosno financiranja izvoza, uvoza, potrošnje, investicija ili proizvodnje u razdoblju nedovoljne štednje, kredit je važna poluga gospodarskog rasta i razvoja. U nedostatku novca, kao sredstva prometa i plaćanja, preko čekova, mjenica i drugih kreditnih instrumenata smanjuje se opasnost od gospodarskog zastoja, nedovoljne potražnje uz danu ponudu ili pak nedostatka ponude roba i usluga potrebnih za zadovoljenje potražnje. To se posebice očituje kod bankarskih kredita, gdje banke odobravajući kredit stvaraju novac (depozitni ili kreditni novac) kojim zajmotražitelj može raspolagati za plaćanja. Odobravanje novčanih i nenovčanih kredita, zasniva se na povjerenju prema dužniku, odnosno ocjeni njegove kreditne sposobnosti i spremnosti vraćanja kredita u dogovorenom roku, uz plaćanje određene naknade u obliku kamate. Kako bi se smanjio rizik od nemogućnosti dužnika da uredno izvršava svoje prema vjerovniku, korištenje kredita često je uvjetovano određenim kreditnim osiguranjem, npr. jamstvom, pravom zaloga pokretnine, založnoga prava na nekretnine i sl.

## Podjela kredita
Krediti se dijele prema različitim kriterijima:
- predmetu kreditiranja na robne i novčane,

- subjektima na komercijalne i bankarske,

- svrsi na proizvođačke i potrošačke, prema namjeni na kredite za obrtna sredstva i investicijske,

- osiguranju na otvorene i pokrivene, itd.

Najčešća je podjela prema roku dospijeća i ekonomskoj funkciji na kratkoročne, srednjoročne i dugoročne.
Kratkoročni krediti imaju rok dospijeća do jedne godine. Služe za financiranje tekuće poslovne djelatnosti, potrošnje, odnosno za premošćenje tekuće nelikvidnosti. U tu kategoriju ulaze; kontokorentni, eskontni, lombardni, akceptni, rambursni i avalni kredit.
Kontokorentni kredit jest kratkoročan kredit što ga banka odobrava u korist tekućega računa komitenta. Sredstva odobrenoga kredita komitent može koristiti za promet i plaćanje, odnosno izdavati naloge za plaćanje iznad vlastitih sredstava na računu. Iako se kredit odobrava do iznosa najvišega utvrđenoga kreditnog limita, komitent može koristiti kredit i u manjem iznosu od ugovorenoga. Pritom komitent plaća kamate samo na iskorišteni dio takve „otvorene kreditne linije“, a na neiskorišteni dio plaća proviziju banci. Kontokorentni kredit vrlo je raširen oblik kratkoročnoga kreditnoga kreditiranja, koji komitentu omogućuje jednostavnije premošćenje kratkoročne nelikvidnosti, elastičnu i racionalnu upotrebu kredita, smanjuje blagajničko poslovanje, itd. Njegova se pogodnost očituje prilikom otvaranja akreditiva, plaćanja špeditera, kod pretfinanciranja i međufinanciranja, prilikom kupovine većih količina robe uz popust za gotovinu i sl. Iako je formalno kratkoročni oblik zaduživanja s rokom dospijeća do jedne godine u praktičnom poslovanju, zbog višekratnoga produženja ugovora, on dobiva dugoročan značaj. Kamatne stope na kontokorentne kredite u pravilu su više nego na ostale vrste kredita jer promjenljivi obujam njegova korištenja nameće banci potrebu održavanja višeg stupnja likvidnosti.
Eskontni kredit jest kratkoročni kredit na temelju zaloga (najčešće robne) mjenice, kojom banka kupuje određeno potraživanje prije njegova dospijeća uz istodobnu naplatu eskontna, tj. kamata, provizije i troškova za svoje usluge. Kamata koja se pritom obračunava odnosi se na razdoblje od dana isplate eskontnoga kredita do dana dospijeća mjenice. Eskontiranjem mjenice robni kredit pretvara se u bankarski kredit, čime se potraživanje prema kupcu pretvara u potraživanje prema banci. Eskontni krediti odobravaju se na kraće rokove (u pravilu nekoliko mjeseci), tj. do dospijeća mjenice. Kada mjenica dospije, dužnik po eskontnom kreditu mora vratiti banci odobreni iznos kredita. Ako se to ne dogodi, banka će protrestirati mjenicu i naplatiti traženi iznos od bilo kojega mjeničnoga dužnika. Budući da eskontiranu mjenicu banka može reeskontirati kod središnje banke ili neke druge komercijalne banke, mjenični kredit, sa stajališta likvidnosti, povoljnije je za poslovnu banku nego ostali oblici kredita.
Lombardni kredit jest kratkoročni kredit na temelju zaloga pokretnih stvari ili vrijednosnica (izuzev mjenice), koje ostaju vlasništvo zajmoprimca, ali su do trenutka otplate u posjedu banka. Predmet lombarda najčešće se pokretne stvari poput predmeta od plemenitih kovina, umjetnička djela, vrijednosnica (obveznica, dionica, blagajničkih zapisa) i sl. Založeni predmeti predstavljaju instrumente osiguranja vraćanja lombardnoga kredita, pa ih banka, ako dužnik nije u stanju vratiti kredit banci, ima pravo prodati i na taj način naplatiti dug. Sa stajališta korisnika kredita, pogodnost lombarda očituje se u tome što zajmoprimac može doći do novčanih sredstava potrebnih za tekuću proizvodnju ili potrošnju, a da pritom ne mora prodati svoje vrijednosnice ili pokretnine. Lombardni kredit posebice je pogodan kada se odobrava uz zalog uskladištene robe, ploveće robe, odnosno robe na putu, što omogućuje vlasnicima založnih dobara da dobiju potrebna novčana sredstva i prije nego što konačno prodaju. Lombardni kredit odobrava se na rok od nekoliko dana do nekoliko mjeseci.
Akceptni kredi vrsta je garantnoga kredita kojim banka stavlja na raspolaganje komitentu svoj poslovni ugled. Odobravanjem akceptnoga kredita banka korisniku kredita ne doznačuje novčana sredstva u iznosu na koji glasi kredit, nego preuzima na sebe obvezu isplate mjeničnoga duga, ako izdavatelj mjenice ne iskupi mjenicu o njezinu dospijeću. Akceptom mjenice banka postaje glavni mjenični dužnik, što zbog većega boniteta mjenice omogućuje tražitelju bankovnog akcepta lakše dobivanje eskontnoga kredita kod druge domaće ili strane banke, odnosno optjecaj takve mjenice na novčanom tržištu.
Rambursni kredit akceptni je kredit koji banka otvara uvozniku robe za plaćanje uvoza robe uz pokriće različitih dokumenata koji su na nju preneseni. U praksi je najčešće povezan s (neopozivim) dokumentarnim akreditivom. Uvoznik se ugovorom obvezuje izvozniku da će plaćanje izvršiti akceptom kod rambursne banke. Izvoznik akceptiranu mjenisu u rambursnom kreditu može eskontirati, koristiti ju za plaćanje ili pak prodati na burzi vrijednosnih papira. Akceptiranje mjenice može izvršiti banka uvoznika, banka izvoznika ili neka treća banka.
'Avalni kredit-kratkoročni je bankovni kredit kojim banka daje aval (jamstvo) na mjenične obveze svojega komitenta do ugovorenoga iznosa avalnog kredita. Na taj se način povećava vrijednost i kvaliteta mjenice i ona se može jednostavnije eskontirati. Preuzimajući odgovornost za klijenta prema trećim osobama, banka stavlja klijentu na raspolaganje svoj ugled. Avalni kredit nije isplatni kredit u smislu odobravanja klasičnog bankovnog kredita, već oblik garantnoga kredita kojim banka daje bezuvjetno i neopozivo jamstvo da će u slučaju neisplate mjenice učiniti to sama banka kao jamac. S obzirom na uvjetno obećanje plaćanja, za banku avalni kredit predstavlja potencijalnu obvezu. Poseban oblik kratkoročnoga financiranja, koje za banku ima obilježje srednjoročnog ili čak dugoročnoga potraživanja, predstavlja revolving kredit, u obliku otvorene kreditne linije, tj. kontinuirane mogućnosti zaduživanja u varijabilnim iznosima, do visine okvirnog iznosa kredita.
Srednjoročni krediti odobravaju se s rokom dospijeća (rok otplate) od jedne do pet godina (negdje od 3-5), a služe za financiranje manjih investicija, kupnju trajnih potrošnih dobara i sl.
Dugoročni krediti imaju rok dospijeća dulji od pet godina, a služe za financiranje većih investicija. Odobravaju se na temelju dugoročnih izvora sredstava komercijalne banke. Zbog dugoga roka na koji se odobravaju (npr. dvadeset i više god.), dugoročni su krediti za vjerovnike razmjerno visoko rizičan posao, pa se njihovo odobravanje u pravilu uvjetuje založnim pravom na nekretnine (hipotekom), a nerijetko se zahtijevaju i drugi oblici osiguranja kredita poput solidarnoga jamstva (jedne ili više osoba), osiguranja nekretnine od različitih rizika, polica osiguranja korisnika kredita od posljedica nesretnoga slučaja vinkulirane u korist kreditora i sl.
Hipotekarni krediti dugoročni su krediti (s rokom dospijeća od deset do dvadeset godina) koji su osigurani upisom hipoteke, odnosno založnoga prava na nekretnini. Hipotekarni vjerovnik (banka ili druge specijalizirane financijske institucije) vraćanje kredita osigurava tzv. intabulacijom, odnosno pravnim postupkom uknjižbe založnoga prava na nekretnini, temeljem kojega dospjela nenaplaćena potraživanja može namiriti iz vrijednosti zaloga. Predmet hipoteke može biti; stambeni ili poslovni prostor, zemljište, gospodarske zgrade, skladišta i druge nekretnine nad kojima se založno pravo stječe upisom u zemljišne knjige, ali i pojedini oblici pokretnina, primjerice brodovi i zrakoplovi, nad kojima se založno pravo stječe upisom u zemljišne knjige, ali i pojedini oblici pokretnina, primjerice brodovi i zrakoplovi, nad kojima se založno pravo stječe upisom u registar brodova i registar zrakoplova. Svoja prava hipotekarni vjerovnici ostvaruju preko suda, tražeći da hipotekarni zalog bude izložen javnoj prodaji, tj. dražbi. Stjecanjem hipoteke vjerovnik nema pravo posjeda zaloga, već založno dobro ostaje na raspolaganju dužniku i može biti predmetom kupoprodaje. Dužnik je pritom obvezan voditi brigu o očuvanju vrijednosti založene nekretnine. Budući da sigurnost naplate potraživanja leži u vrijednosti nekretnine, hipotekarni kredit u pravilu se odobrava u visini do 70% promjene ili procijenjene vrijednosti nekretnine. Odobrava se za izgradnju novih objekata ili za opće financiranje. Na hipotekarnom tržištu vrlo veliko značenje imaju stambene hipoteke.
Postoje i specijalizirani oblici kredita. Tako u pružanju financijske podrške izvozu postoje krediti kupcu, krediti banke banci i krediti dobavljača.
Kredit dobavljača-kreditni je posao u kojem izvoznik odobrava kredit izravno kupcu-uvozniku sukladno ugovoru o isporuci robe uz odgođeno plaćanje.
Kredit kupcu-odobrava komercijalna banka (ili specijalizirana državna agencija za financiranje izvoza) inozemnomu kupcu, čime se osigurava brza naplata domaćem izvozniku.
Kod kredita banke banci domaća banka izvoznika ili državna agencija za financiranje izvoza kreditira inozemna banka za račun kupca-uvoznika doznačuje novac izvozniku.

## Vrste kredita
1.	prema materijalnom obliku
- trgovački krediti (odobravaju ih dobavljači u obliku robe)
- novčani krediti (u obliku novca)

2.	prema subjektu koji ih odobrava
- bankarski krediti (odobravaju ih banke)
- komercijalni krediti (odobravaju ih ostale financijske institucije npr. štedno-kreditne zadruge ili proizvođači robe)

3.	prema roku otplate
- kratkoročni (do 1 god.)
- srednjoročni (3-5 god.)
- dugoročni (rok dulji od 5 god.)

4.	prema namjeni
- proizvođački krediti (služe za financiranje kratkotrajne ili dugotrajne imovine)
- potrošački krediti (namijenjeni kupnji potrošnih dobara)

5.	prema osiguranju
- otvoreni krediti (odobravaju se uz jamstvo osoba)
- zatvoreni (osigurani) krediti (odobravaju se uz zalog pokretnine ili nekretnine)

6.	prema obliku potpore
- namjenski ili selektivni (s državnom potporom)
- nenamjenski ili obični (bez ikakve potpore)

7.	prema podrijetlu davatelja
- tuzemni krediti (odobravaju ih domaći kreditori)
- inozemni krediti (odobravaju ih inozemni kreditori)

## Povezani pojmovi
- Anuitet
- Kreditni posrednik
- Kreditni izvori: Kada je riječ o bankarskim kreditima i njihovoj podjeli na kratkoročne, strednjoročne i dugoročne kredite, važno je znati da se te vrste kredita finansiraju iz odgovarajućih izvora finansijskih sredstava, odnosno, odgovarajućih depozita koji se nalaze u portfelju banke. U principu, Kratkoročni krediti se daju iz kratkoročnih izvora, srednjoročni iz srednjoročnih, a dugoročni iz dugoročnih izvora. Banke, recimo, ne mogu davati dugoročne kredite iz kratkoročnih izvora (ili izvora po viđenju), jer bi time ugrozile svoju likvidnost, ali u nekim slučajevima i kratkoročni izvori, odnosno, jedan njihov dio, mogu se smatrati dugoročnim izvorom sredstava. Na primjer, prosječni godišnji saldo tekućih računa građana, ili štednje po viđenju, mogu se smatrati kao dugoročni izvori za finansiranje dugoročnih kredita.